# Tour del Porvenir 1979
La 17.ª edición del Tour del Porvenir (nombre oficial en francés: Tour de l'Avenir) fue una carrera de ciclismo en ruta por etapas francesa que se celebró entre el 3 y el 15 de septiembre de 1979 con inicio y final en Divonne-les-Bains sobre una distancia total de 1726 kilómetros.
La carrera fue ganada por Serguéi Sujoruchenkov del equipo nacional de la Unión Soviética. El podio lo completaron el ciclista Saïd Gusseïnov también del equipo nacional de la Unión Soviética y Jostein Wilmann del equipo nacional de Noruega.

## Equipos participantes
Tomaron parte en la carrera 18 equipos nacionales amateurs de 7 corredores cada uno:
| Equipos nacionales amateur (18) - Austria - Bélgica - Checoslovaquia - Dinamarca - Francia juvenil (Bleuets) - Francia sub-23 (Espoirs) - Francia - Italia - España - Estados Unidos - Marruecos - Noruega - Países Bajos - Polonia - Portugal - Suiza - Yugoslavia - Unión Soviética |  |
| |  |

## Etapas
| Etapa         | Fecha     | Recorrido                                      | Distancia (km) | Ganador                 | Líder                 |
| ------------- | --------- | ---------------------------------------------- | -------------- | ----------------------- | --------------------- |
| Prólogo       | 3 de sep  | Divonne-les-Bains – Divonne-les-Bains          | 4,2            | Jan Bogaert             | Jan Bogaert           |
| 1.ª etapa     | 4 de sep  | Divonne-les-Bains – Dole                       | 166            | Jean-François Rodríguez | Jan Bogaert           |
| 2.ª etapa     | 5 de sep  | Dole – Chalon-sur-Saone                        | 73,6           | Unión Soviética         | Yury Kashirin         |
| 3.ª etapa     | 6 de sep  | Chalon-sur-Saone – Villié-Morgon               | 147,5          | Aleksandr Averin        | Said Gusseinov        |
| 4.ª etapa     | 7 de sep  | Villié-Morgon – Saint-Étienne                  | 176,5          | Ronny Claes             | Said Gusseinov        |
| 5.ª etapa, A  | 8 de sep  | Saint-Étienne – Saint-Trivier-sur-Moignans     | 109            | Leo Karner              | Said Gusseinov        |
| 5.ª etapa, B  | 8 de sep  | Ouroux – Saint-Trivier-sur-Moignans            | 22             | Régis Clère             | Serguéi Sujoruchenkov |
| 6.ª etapa     | 9 de sep  | Saint-Trivier-sur-Moignans – Divonne-les-Bains | 23,5           | Serguéi Sujoruchenkov   | Serguéi Sujoruchenkov |
| 7.ª etapa     | 11 de sep | Divonne-les-Bains – Divonne-les-Bains          | 135            | Jan Brzeźny             | Serguéi Sujoruchenkov |
| 8.ª etapa     | 12 de sep | Divonne-les-Bains – Aix-les-Bains              | 149            | Sergueï Morozov         | Serguéi Sujoruchenkov |
| 9.ª etapa     | 13 de sep | Aix-les-Bains – Val-d'Isère                    | 133,5          | Yury Kashirin           | Serguéi Sujoruchenkov |
| 10.ª etapa    | 14 de sep | Val-d'Isère – Saint-Gervais-les-Bains          | 121            | Alain Vidalie           | Serguéi Sujoruchenkov |
| 11.ª etapa    | 15 de sep | Saint-Gervais-les-Bains – Morzine              | 89,5           | Pedro Delgado           | Serguéi Sujoruchenkov |
| 12.ª etapa, A | 16 de sep | Champagne – Ville-la-Grand                     | 63,5           | Yuri Petrov             | Serguéi Sujoruchenkov |
| 12.ª etapa, B | 16 de sep | Puplinge – Divonne-les-Bains                   | 48             | Peter Muckenhuber       | Serguéi Sujoruchenkov |

## Clasificaciones finales
Las clasificaciones finalizaron de la siguiente forma:

### Clasificación general
| Clasificación general |                       |                 |                  |
| Ciclista              | Ciclista              | Equipo          | Tiempo           |
| --------------------- | --------------------- | --------------- | ---------------- |
| 1.º                   | Serguéi Sujoruchenkov | Unión Soviética | 43 h 53 min 14 s |
| 2.º                   | Saïd Gusseïnov        | Unión Soviética | + 4 min 39 s     |
| 3.º                   | Jostein Wilmann       | Noruega         | + 8 min 58 s     |
| 4.º                   | Sergueï Morozov       | Unión Soviética | + 9 min 43 s     |
| 5.º                   | Jan Krawczyk          | Polonia         | + 10 min 50 s    |
| 6.º                   | Yury Kashirin         | Unión Soviética | + 11 min 12 s    |
| 7.º                   | Walter Clivati        | Italia          | + 12 min 24 s    |
| 8.º                   | Jan Nevens            | Bélgica         | + 13 min 48 s    |
| 9.º                   | Czesław Lang          | Polonia         | + 14 min 39 s    |
| 10.º                  | Alain Vidalie         | Francia         | + 15 min 50 s    |

### Clasificación por puntos
| Clasificación por puntos |                       |                 |        |
| Ciclista                 | Ciclista              | Equipo          | Puntos |
| ------------------------ | --------------------- | --------------- | ------ |
| 1.º                      | Aleksandr Averin      | Unión Soviética | 94     |
| 2.º                      | Saïd Gusseïnov        | Unión Soviética | 78     |
| 3.º                      | Serguéi Sujoruchenkov | Unión Soviética | 74     |

### Clasificación de la montaña
| Clasificación de la montaña |                       |                 |        |
| Ciclista                    | Ciclista              | Equipo          | Puntos |
| --------------------------- | --------------------- | --------------- | ------ |
| 1.º                         | Sergueï Morozov       | Unión Soviética | 156    |
| 2.º                         | Jan Krawczyk          | Polonia         | 100    |
| 3.º                         | Serguéi Sujoruchenkov | Unión Soviética | 97     |

### Clasificación por equipos
| Clasificación por equipos |                 |        |
| Equipo                    | Equipo          | Tiempo |
| ------------------------- | --------------- | ------ |
| 1.º                       | Unión Soviética |        |
| 2.º                       | Polonia         |        |
| 3.º                       | Italia          |        |